# Östra USA

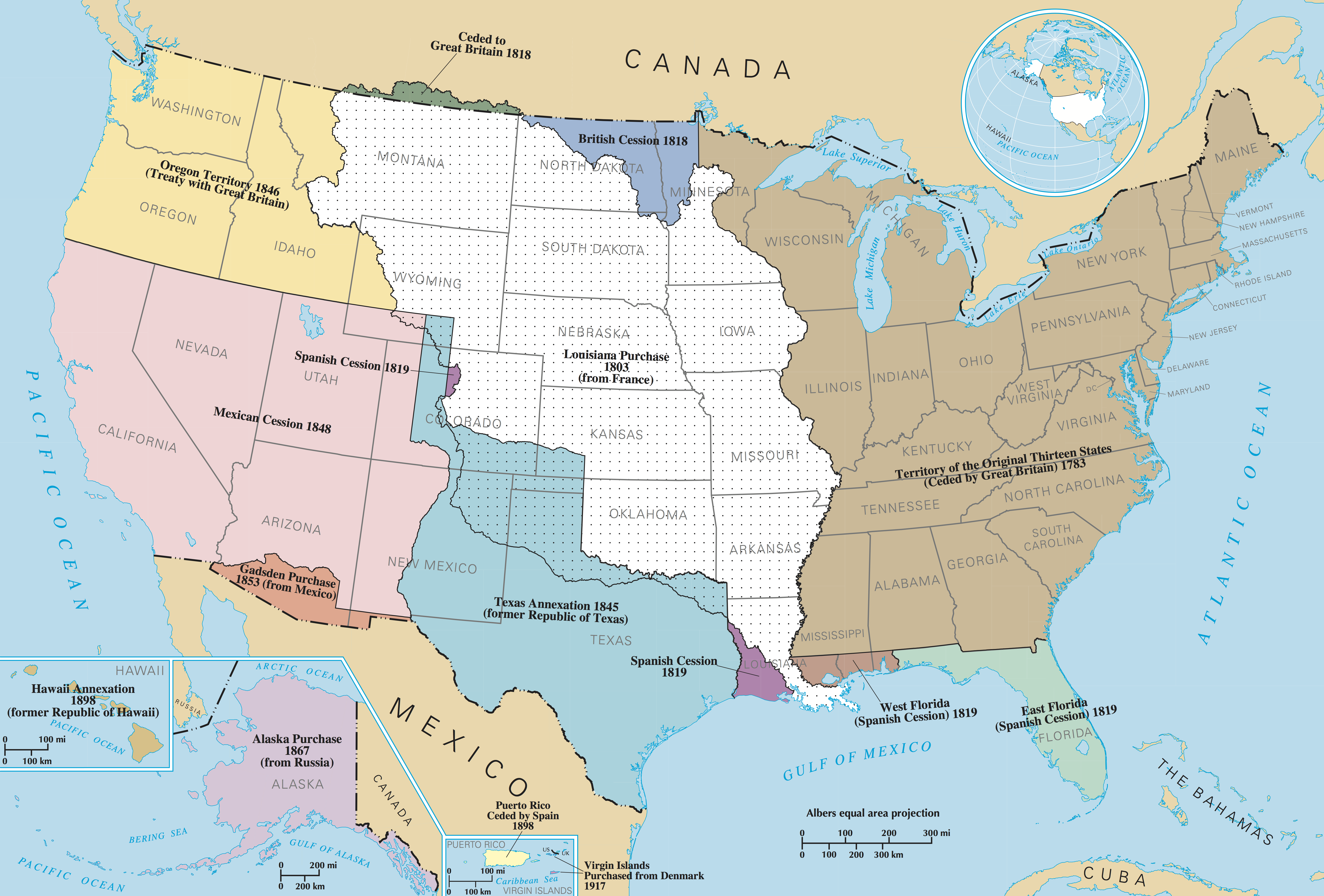
Området som britterna 1783 erkände som amerikanskt (ljusbrun färg) räknas vanligtvis som östra USA. Texas brukar räknas som väst, trots att delstaten ligger öster om Klippiga bergen.

Östra USA (engelska: Eastern United States), alternativt den amerikanska östern (engelska: American East) eller bara östern (engelska: East), är ett begrepp som traditionellt syftat på de östliga delstaterna i USA. Man säger ofta att Mississippifloden utgör gränsen mellan väst och öst.
Flera av de större flygbolagen och flygplatserna hör hemma här, liksom järnvägsbolaget Amtrak, och området representerar inte en enhetlig kultur, på grund av invandring från flera olika europeiska länder från 1800-talet och framåt. Området består av delstater belägna i New England samt delar av Södern och Mellanvästern.

### Fotnoter
1. ↑  Jody Halsted (31 juli 2014). ”On the road along the Mississippi River” (på engelska). Foxnews. Arkiverad från originalet den 3 februari 2016. https://web.archive.org/web/20160203010504/http://www.foxnews.com/travel/2014/07/31/on-road-along-mississippi-river/. Läst 8 november 2015.